# Spiderland
Spiderland (с англ. — «Паучьи владения») — второй и последний студийный альбом американской рок-группы Slint, выпущенный 27 марта 1991 года на лейбле Touch and Go Records. Звучание пластинки представляет собой построк с чередующейся динамикой мелодий, а её вокальное исполнение варьируется от монотонного бормотания до крика. Песни альбома пронизаны мотивами отчуждения. Spiderland был первым релизом Slint на лейбле Touch and Go Records и единственным альбомом группы, в записи которого принимал участие бас-гитарист Тодд Брашир.
Первоначально Spiderland не получил широкого признания аудитории, однако после распада Slint было продано 50 000 его копий. Альбом стал знаковым в андеграундной музыке и оказал существенное влияние на творчество ряда коллективов альтернативного рока, работавших в жанрах построк и математический рок. В 2005, 2007 и 2013—2014 годах Slint воссоединялись для проведения небольших турне, в которых исполняли Spiderland целиком.

## Контекст
Slint была образована 1987 году в Луисвилле музыкантами распавшейся панк-рок-группы Squirrel Bait; основателями группы были Брайан Макмаан (гитара, вокал), Дэвид Паджо (гитара), Бритт Уолфорд (ударные) и Итан Баклер (бас-гитара). Спродюсированный Стивом Альбини дебютный альбом группы Tweez был выпущен на собственном лейбле коллектива Jennifer Hartman Records and Tapes в 1989 году. Пресса описывала пластинку как «прекрасную, причудливую запись», часто меняющую ритм по ходу песен, были отмечены «грубые гитары, тяжелые басовые партии и мощные барабаны», а также использование «фрагментов диалогов, звуковых эффектов и устной речи» вместо вокала. Вскоре после релиза недовольный работой продюсера Баклер покинул группу, его заменили Тоддом Браширом. В том же году был записан безымянный инструментальный мини-альбом, включавший новую версию композиции «Rhoda» из Tweez. Он был выпущен в 1994 году после распада группы. Звучание мини-альбома отличалось от дебютного лонгплея и отражало движение группы в новом направлении.
На момент окончания небольшого турне в поддержку Tweez большинство участников группы все ещё училось в колледже. Примерно тогда же тандем Макмаана и Уолфорда начал сочинять материал для следующего альбома, написав шесть новых песен, которые группа обыгрывала летом 1990 года. В августе Slint арендовали чикагскую студию River North Records, чтобы начать работу над Spiderland. На тот момент у песен ещё не было текстов, поэтому музыканты сочиняли их прямо в студии во время записи. Продюсер альбома Брайан Полсон практиковал «живой» стиль студийной записи, с минимальным количеством дублей. Впоследствии он вспоминал: «Работа над [Spiderland] была необычной, я помню, как сидел [в студии] и в какой-то момент осознал, что в нём что-то есть. Я никогда не слышал ничего подобного. Я действительно балдел от этого [звука], но это было в самом деле чертовски странно».
Считается, что запись Spiderland сложно далась участникам группы; согласно AllMusic, она была «напряженной и травмирующей, став еще одним доказательством того, что музыканты должны периодически проходить курс лечения во время завершения работы над альбомом». В прессе муссировались слухи, что после записи альбома по меньшей мере один участник группы прошёл медицинское обследование в психиатрической больнице. Позже Уолфорд прокомментировал слухи в интервью журналу Select: «Мы определённо пытались относиться к вещам очень серьёзно […], что сделало запись альбома довольно стрессовым [процессом]». Работа над пластинкой продолжалась четыре дня.

## Музыка
Для музыки Spiderland характерны ломаные гитарные ритмы, резко чередующиеся динамические сдвиги и нестандартный музыкальный размер. Вокальный стиль Макмаана варьируется от монотонной декламации до натужного крика. Большая часть текстов альбома написана в нарративном стиле. Музыка лонгплея отмечена влиянием таких групп, как Gang of Four, Black Sabbath и Sonic Youth. Уилл Гермес из журнала Spin описывал звучание пластинки, как «King Crimson середины 1970-х, превратившийся в эмо: визжащие гитарные аккорды и великолепные нотные кружева в инструменталах с нетипичным музыкальным размером, наполненные словами, произнесёнными и спетыми».
Первый трек альбома «Breadcrumb Trail» описывает день, проведённый с гадалкой на карнавале. Песня имеет сложную аранжировку с резкими музыкальными переходами: звучание гитары колеблется между чистым риффом с гармониками в куплете до тяжелого дисторшна с высокими нотами в припеве.
Вторая композиция «Nosferatu Man» вдохновлена фильмом «Носферату» (1922), одним из самых известных произведений немецкого экспрессионизма. Куплет песни содержит диссонирующий гитарный рифф, в котором звучат высокие ноты, схожие с «Breadcrumb Trail», и барабанный бит, базирующийся на малом барабане и том-томах (без тарелок). В свою очередь, мелодия припева включает «абразивную», перегруженную гитару и барабанный ритм в стиле трэш-метала, переходящий в продолжительную импровизацию. Композиция заканчивается 30-секундным звучанием гитары с эффектом фидбэка.
В песне «Don, Aman» Уолфорд исполнил ведущий вокал и сыграл на гитаре. Текст песни посвящен «одинокой душе» — антигерою, в котором сочетаются ярость и отвращение к себе. Медитативная композиция сыграна с приглушённой мелодией, темп композиции постепенно ускоряется, пока звучание гитары не становится громким и искажённым, после чего замедляется до исходного.
Характерной особенностью самого длинного трека альбома — «Washer» — является «едва слышимое» гитарное вступление под аккомпанемент тарелок, после чего начинает играть остальная часть группы. Мелодия песни создаёт напряжение с середины песни до последнего куплета, в котором громкий искажённый звук гитар и барабанов сменяется спокойной концовкой. Инструментальный трек «For Dinner…», напротив, начинается спокойной партией «задумчивых гитарных аккордов [звучащих на фоне] периодически пульсирующего ро́кота приглушенных томов и басового барабана», мелодия затем проходит несколько фаз возрастания и убывания накала звука.
Финальная песня альбома «Good Morning Captain» отдает дань уважения поэме Сэмюэля Тейлора Колериджа «Сказание о старом мореходе». Композиция содержит две независимые структуры гитарных аккордов, «витиеватый и плотный» басовый рифф, а также «отрывистый» ритм ударных. Во время записи последнего припева Макмаан пытался перекричать гитары и, по его словам, «почувствовал себя плохо». Корреспондент газеты The Guardian Дэвид Песчек сравнивал «Good Morning Captain» с композицией «Stairway to Heaven» группы Led Zeppelin, подчёркивая, что «выдающаяся „Good Morning Captain“ — это „Stairway to Heaven“ [группы Slint], если можно вообразить „Stairway to Heaven“, лишённую всего пафоса».
В версии для iTunes в конце альбома добавлен бонусный трек под названием «Utica Quarry, Nighttime». Он представляет собой 15-минутную «кустарную» запись, сделанную группой в Ютика-Куорри, карьере близ Луисвилла, где были сделаны фотографии для обложки Spiderland.

## Обложка и название
Название альбома отсылало к высказыванию младшего брата Макмаана, который считал, что запись звучала так, будто «кишит пауками» (англ. spidery). Чёрно-белая фотография обложки, на которой изображены участники группы (Брашир, Макмаан, Уолфорд и Паджо, слева направо), стоящие в воде заброшенного карьера, была сделана Уиллом Олдхэмом. В посвящённой альбому статье The Stranger отмечалось, что благодаря обложке вокруг группы создавался ореол таинственности: «большинство видело Slint лишь в виде изображённых на обложке „Spiderland“ четырёх голов, плавающих в кентуккийском карьере. Слушатели гадали над слабо украшенными чёрно-белыми обложками группы, как будто те были загадочными рунами». Обозреватель The Michigan Daily Крис Гириг писал: «обложка шедевра Slint „Spiderland“ передаёт радость страха и насилие альбома настолько точно, что это потрясает до глубины души. Участники группы, погрузившись в воду по самые подбородки и улыбаясь словно душевнобольные, будто преследуют вас, зависая над чёрно-белым фасадом». Впоследствии несколько промо-изображений коллектива были взяты из той же фотосессии с Олдхэмом.
На задней стороне обложки изображена фотография паука, сделанная Ноэлем Сальцманом. Фотография отражает название альбома. Внутренний буклет содержит сообщение «заинтересованные вокалисты, пишите сюда — 1864 douglas blvd. louisville, ky. 40205». Впоследствии Макмаан подтвердил, что предложение было серьёзным: «Мы действительно получили несколько ответов и действительно слушали компакт-диски и аудиоленты. Но мы не довели дело до конца, а отложили всё на потом, и идея пригласить кого-то так и не была реализована». На некоторых компакт-дисках альбома размещено сообщение «эта запись предназначена для прослушивания на виниле», что отражало выбор группы в пользу аналоговых аудиоустройств.

## Отзывы
| Оценки критиков               | Оценки критиков |
| Источник                      | Оценка          |
| ----------------------------- | --------------- |
| AllMusic                      | [ 6 ]           |
| The A.V. Club                 | A               |
| Christgau's Consumer Guide    | C+              |
| Encyclopedia of Popular Music | [ 24 ]          |
| Mojo                          | [ 25 ]          |
| Pitchfork Media               | 10/10           |
| Q                             | [ 27 ]          |
| Record Collector              | [ 28 ]          |
| The Rolling Stone Album Guide | [ 29 ]          |
| Select                        | 4/5             |

Выпущенный 27 марта 1991 года Spiderland был высоко оценён критиками, включая рецензентов таких изданий, как Spin, NME и The Village Voice. В обзоре для Melody Maker продюсер первого альбома Slint Стив Альбини поставил лонгплею высшую оценку, назвав его «величественным альбомом, возвышенным и необыкновенным, гениальным благодаря простоте и изяществу». Альбини счёл минимализм пластинки безупречным, отметив исполнение Макмаана и Паджо, которые играют так хорошо, что «их гитары будто парят в воздухе прямо перед носом слушателя», в то время как «невероятно точная, но всё же инстинктивная барабанная секция имеет такой диапазон и силу звука, как будто она находится в вашей гостиной». Рецензент журнала Select отметил, что большая популярность группы среди студентов «вероятно, заключалась в звёздном статусе барабанщика Шеннон Доутон… он же Бритт Уолфорд, единственного мужчины в „полностью женской“ инди-супергруппе The Breeders». В обзоре издания отмечалось, что для понимания альбома требуется многократное прослушивание — «неторопливый, как дорога улитки в ад, „Spiderland“ нужно прослушать несколько раз, чтобы он проложил путь в ваше сознание, но когда это произойдет...».
В ретроспективном обзоре AllMusic Дин Карлсон назвал Spiderland «одним из самых важных и пугающих релизов на построк-арене». Однако, по мнению рецензента, альбом был «слегка переоценен»; он также посетовал, что вокал Макмаана передает «сдавленную жалость вместо искреннего сочувствия». В свою очередь, публицист Роберт Кристгау был ещё более критичен, отметив, что, несмотря на «амплуа неудачников», Slint представляют собой «арт-рокеров без смелых амбиций» с плохими текстами. В обзоре для The Rolling Stone Album Guide Мак Рэндалл посетовал, что в музыке альбома отсутствует какая-либо песенная форма, хотя он и звучит более доступно, чем Tweez: «отсутствие чего-либо похожего на мелодию продолжает раздражать».
В 2003 году редакция Pitchfork так писала о Spiderland: «пьянящая, леденящая душу запись; беспорядочность её гипнотических мелодий, раздробленных ритмов и плохо подобранных текстов требует нового восприятия, независимого от традиционных представлений о сочинении песен. То ли бормочущий, то ли вопящий вокал, продуманная перкуссия и отстранённо гудящие, агрессивные гитары — этот альбом настолько злободневный, что он практически оказывает травмирующий эффект: уныние никогда не было настолько реальным». Издание присудило лонгплею 12-е место в своём списке «Лучших альбомов 1990-х годов». В 2014 году Spiderland был вновь выпущен в виде бокс-сета, включавшего 14 ранее не выпускавшихся треков. Он получил хорошие отзывы прессы и имеет рейтинг 99 % на сайте Metacritic на основе 11 рецензий.

В эссе для альманаха «Тысяча и один музыкальный альбом, который стоит прослушать, прежде чем вы умрёте» журналист Марк Беннетт подчёркивал, что Slint «задали основные направления развития построк культуры в 1990-х». Несмотря на то, что музыканты были подвержены влиянию панка и хэви-метала, жанров главенствующих в те годы в американском андеграунде, «группе удалось настолько соединить и перемешать эти два направления, что их музыка потеряла всякие стилевые ориентиры». «Общее впечатление от такого рода музыки, исключая её сходство с телевизионным звуком и джазовую ритмическую усложнённость, — словно она происходит из пустоты, из ниоткуда» — отмечал автор, подытожив: 
Пластинка „Nevermind“ группы Nirvana — самый известный релиз 1991 года — имеет схожий стилевой фон и, пожалуй, разделяет ритмику „Spiderland“. Но альбом Slint оставляет далеко позади творение Курта Кобейна, полное упрощённых шаблонов Black Sabbath и Black Flag. „Spiderland“ существует в своём „священном“ — параллельном этому — мире.

## Наследие
Хотя Spiderland не привлёк большого внимания в момент релиза, с течением времени он стал крайне влиятельным. Его продажи составили более чем 50 000 экземпляров. По мнению обозревателя издания College Music Journal Кори Гроу, альбом «вдохновил бесчисленное количество групп (и, следовательно, поклонников) далеко за пределами маркетинговых данных о продажах». Spiderland является знаковым инди-рок-альбомом, наряду с пластинками Talk Talk Spirit of Eden и Laughing Stock, и считается катализатором построкового направления. Spiderland — важный альбом для «концепции математического рока». По мнению Дэвида Песчека, альбом представляет собой «уртекст того, что [позже] стало известно как построк, искажённое, почти геометрическое переосмысление рок-музыки, лишённое своего дионисийского импульса». Рейчел Девайн из журнала The List назвала Spiderland «возможно, самым непропорционально влиятельным [альбомом] в истории музыки». В свою очередь, рецензент Pitchfork Media Стюарт Берман заявил: «Главное наследие „Spiderland“ не в том, что он побудил ряд популярных групп в конце 1990-х и начале 2000-х перенять схему шёпота-крика. Дело в том, что альбом остаётся неиссякаемым источником вдохновения для всех андеграундных групп».
Размышляя об успехе альбома, Макмаан говорил: «Мы очень много работали над „Spiderland“. Я имею в виду, я определённо чувствовал, что он был гораздо более личным [альбомом]. Я считаю, что он отображает наш внутренний мир гораздо лучше, нежели „Tweez“. Он именно об этом. Казалось, когда мы были на виду — активно выступали и всё такое, реакция людей на наше творчество была довольно двойственной. Мне казалось забавным, что пресса обратила на него внимание. Для независимого релиза у „Spiderland“ была странная аудитория, и он продолжал продаваться спустя три или четыре года после того, как мы его записали; он всё ещё продаётся бо́льшим тиражом, чем когда мы его выпустили». По словам основателя лейбла Touch and Go Кори Раска, теперь Spiderland «нечто вроде иконы. Но когда он вышел, всем было наплевать! К тому времени, как состоялся релиз альбома, группа распалась, он действительно не очень хорошо продавался и о нём почти никто не писал […]. Но это была революционная, новаторская запись, и один из немногих случаев, когда люди вникли в альбом [гораздо] позже [чем когда он вышел]».
По словам критика Майкла Алана Голдберга, Spiderland оказал значительное влияние на такие группы построка, как Mogwai, Godspeed You! Black Emperor, Isis и Explosions in the Sky. Участник альтернативных коллективов Dinosaur Jr. и Sebadoh Лу Барлоу так отзывался об альбоме: «Он базировался на методе тихо-громко [смене динамики], но не звучал как гранж или инди-рок. Он скорее напоминал новый вид музыки». В 1992 году певица Пи Джей Харви включила Spiderland в список десяти своих самых любимых альбомов на тот момент. Музыканты Боб Настанович из Pavement и Марк Клиффорд из Seefeel также назвали Spiderland в числе своих любимых записей. В 2001 году обложка альбома была воссоздана группой The Shins в их музыкальном видео на песню «New Slang».

### Воссоединения
Несмотря на планы о европейском турне в поддержку Spiderland, Slint распались в ноябре 1990 года, после того, как Брайан Макмаан принял решение уйти из группы. Музыканты разошлись по другим проектам: Tortoise, The Breeders, Palace и The For Carnation. В 2005 году Slint на короткий период воссоединились и отыграли 18 концертов. Однако Паджо отмечал: «Мы не хотим быть реюнион-группой, которая воссоединяется снова и снова. … Я знаю, что так и будет». Тем не менее в 2007 году Slint снова воссоединились, организовав турне «Don’t Look Back», посвящённое классическим альбомам. В рамках турне группа исполняла Spiderland на концертах целиком. Во время гастролей группа выступила на музыкальных фестивалях Pitchfork Music Festival и Primavera Sound. В интервью порталу Pitchfork Макмаан заявил, что исполнение альбома вживую было «довольно круто. Он звучит немного медленнее, чем на записи, но всё при нём. … Приходилось немного адаптироваться, вновь возвращаясь к материалу и репетициям». В августе 2013 года в интервью Вишу Ханне бывший продюсер Slint Стив Альбини рассказал, что группа работает над ремастеринговой версией Spiderland со звукоинженером Бобом Уэстоном. Бокс-сет с улучшенным звуком и бонус-треками был выпущен в 2014 году.
Воссоединение Slint получило двойственную оценку со сторону музыкальной прессы, некоторые критиковали их музыку за непригодность для живого исполнения. Музыкальный обозреватель Chicago Sun-Times Джим Дерогатис писал, что, хотя «поклонники приветствовали [выступление Slint на музыкальном фестивале Pitchfork] как манну небесную, […] хрупкие, переплетающиеся гитарные партии музыкантов, попытки бормотать поэзию и неинтересные амплуа шугейзеров плохо соответствовали подобному мероприятию, особенно во время статичной, лишённой перкуссии песни „Don, Aman“ и раздутого гимна „Good Morning, Captain“». По мнению редакции портала The A.V. Club, исполнение Slint композиции «Don, Aman» на фестивале «запечатлело величие группы и её величайшую слабость: Slint полностью лишён сценической харизмы, а исполнение смертельно тихой, угрюмой песни на большой открытой сцене просто не работает». И Дерогатис, и The A.V. Club также отмечали, что впечатление от выступления подпортили проблемы со звуком. В свою очередь, рецензент еженедельника New York Magazine высказал более позитивное мнение по поводу концерта группы в Webster Hall: «наконец-то, шестнадцать лет спустя, этот глубоко угрюмый, нескладный альбом прозвучал так, как он был задуман: экзистенциальный и разрушительный. Что сказать: это звучало, чёрт побери, круто».

## Бокс-сет
В 2014 году лейбл Touch and Go вновь выпустил Tweez и новую версию Spiderland на CD и виниле, ремастерингом звука занимался Боб Уэстон. 15 апреля был выпущен бокс-сет, который содержал ремастированный альбом, четырнадцать ранее не выпускавшихся треков, DVD с документальным фильмом «Breadcrumb Trail» о записи Spiderland и книгу с редкими фотографиями (с текстами, а также предисловием от Уилла Олдхэма), отражающими карьеру Slint. Все 3138 копий, пронумерованных вручную, были проданы по предзаказу.
Бонус-треки, представленные в бокс-сете, были отобраны само́й группой и включали демоверсии, концертные треки и невошедший материал. Песни «Pam» и «Glen» (переосмысление оригинала) были записаны во время студийных сессий Spiderland, но не были включены в альбом. «Todd’s Song» и «Brian’s Song» были записаны после релиза Spiderland слегка изменённым составом музыкантов. Кавер-версия песни Нила Янга «Cortez the Killer», была записана 3 марта 1989 года во время концерта в Чикаго. Кроме того, релиз включает демоверсии таких песен, как «Nosferatu Man», «Washer» и «Good Morning, Captain».
Впоследствии остатки второго диска «бонус-треков» (стороны E / F) из бокс-сета Spiderland распродавались отдельно в пластиковых сидибоксах, через официальный сайт Touch and Go. Диск содержал восемь из четырнадцати ранее невыпущенных треков.

## Признание
| СМИ               | Страна            | Рейтинг                             | Год  | Место |
| ----------------- | ----------------- | ----------------------------------- | ---- | ----- |
| Alternative Press | Соединённые Штаты | 90 величайших альбомов 90-х         | 2011 | 34    |
| Pitchfork         | Соединённые Штаты | 100 лучших альбомов 1990-х          | 2002 | 12    |
| Melody Maker      | Великобритания    | 100 лучших альбомов всех времён     | 2002 | 55    |
| NME               | Великобритания    | 100 величайших альбомов всех времён | 2002 | 53    |
| Spin              | Соединённые Штаты | 100 величайших альбомов, 1985–2005  | 2002 | 94    |

## Список композиций
Все песни написаны Тоддом Браширом, Брайаном Макмааном, Дэвид Паджо и Бриттом Уолфордом, за исключением отмеченных.
| №                   | Название                              | Длительность |
| ------------------- | ------------------------------------- | ------------ |
| 1.                  | «Breadcrumb Trail»                    | 5:55         |
| 2.                  | «Nosferatu Man»                       | 5:35         |
| 3.                  | «Don, Aman» (Макмаан, Паджо, Уолфорд) | 6:28         |
| 4.                  | «Washer»                              | 8:50         |
| 5.                  | «For Dinner...»                       | 5:05         |
| 6.                  | «Good Morning, Captain»               | 7:38         |
| Общая длительность: | Общая длительность:                   | 39:32        |

| №   | Название                                                                           | Длительность |
| --- | ---------------------------------------------------------------------------------- | ------------ |
| 1.  | «Breadcrumb Trail (Ремастеринговая версия)»                                        | 5:54         |
| 2.  | «Nosferatu Man (Ремастеринговая версия)»                                           | 5:34         |
| 3.  | «Don, Amen (Ремастеринговая версия)»                                               | 6:27         |
| 4.  | «Washer (Ремастеринговая версия)»                                                  | 8:49         |
| 5.  | «For Dinner... (Ремастеринговая версия)»                                           | 5:05         |
| 6.  | «Good Morning, Captain (Ремастеринговая версия)»                                   | 7:41         |
| 7.  | «Nosferatu Man (Репетиция в подвале)»                                              | 7:05         |
| 8.  | «Washer (Репетиция в подвале)»                                                     | 4:48         |
| 9.  | «Good Morning, Captain (Демоверсия)»                                               | 7:34         |
| 10. | «Pam (Грубый микс, запись невошедшая в альбом)»                                    | 4:44         |
| 11. | «Glenn (Запись невошедшая в альбом)»                                               | 7:59         |
| 12. | «Todd's Song (Песня записанная после выпуска Spiderland)»                          | 7:22         |
| 13. | «Brian's Song (Демоверсия записанная после выпуска Spiderland demo)»               | 5:57         |
| 14. | «Cortez the Killer (Концертная версия, записана в Чикаго, 3 марта 1989)» (Нил Янг) | 8:36         |
| 15. | «Washer (Четырёхтрековое вокальное демо)»                                          | 7:21         |
| 16. | «Nosferatu Man (Четырёхтрековое вокальное демо)»                                   | 5:23         |
| 17. | «Pam (Четырёхтрековое вокальное демо)»                                             | 3:33         |
| 18. | «Good Morning, Captain (Evanston Riff)»                                            | 0:45         |
| 19. | «Nosferatu Man (Evanston Riff)»                                                    | 3:18         |
| 20. | «Pam (Evanston Riff)»                                                              | 4:39         |

| №  | Название                 | Длительность |
| -- | ------------------------ | ------------ |
| 7. | «Utica Quarry, Nightime» | 15:38        |

## Участники записи
| Slint - Тодд Брашир — бас-гитара - Дэвид Паджо — гитара - Брайан Макмаан — гитара, вокал - Бритт Уолфорд — ударные; вокал, гитара на треке «Don, Aman» | Технический персонал - Брайан Полсон — продюсер, звукоинженер - Ноэл Сальцман — фотографии - Уилл Олдхэм — дизайн обложки альбома, фотографии |